# سليمان فرنجية
{{صندوق معلومات شخص
| الصورة = Suleiman Frangieh official portrait (cropped).jpg
سليمان فرنجية (15 يونيو 1910 - 23 يوليو 1992)، رئيس الجمهورية اللبنانية من 1970 إلى 1976. انتخب سنة 1960 كعضو في المجلس النيابي خلفا لأخيه حميد، وأعيد انتخابه سنة 1964 و1968. انتخب عام 1970 رئيسا بفارق صوت واحد (50 مقابل 49) امام إلياس سركيس، خلفا للرئيس شارل حلو. شهد عهده 7 حكومات رأسها 6 رؤساء مختلفين وهم صائب سلام (مرتان)، أمين الحافظ، تقي الدين الصلح، رشيد الصلح، نور الدين الرفاعي، رشيد كرامي. كما شهد عهده بداية الحرب الأهلية اللبنانية وذلك في أبريل 1975. عارضت الحركة الوطنية اللبنانية حكمه وطالبت باستقالته. في 24 يناير 1976، وقع 66 نائبا عريضة تطالبه بالاستقالة، لكنه رفضها مصرا على إنهاء ولايته. كان من أركان الجبهة اللبنانية حتى انفصاله عنها عام 1978 بعدما ساءت علاقته بباقي اعضاءها. وأدت هذه الخلافات إلى قيام عناصر من القوات اللبنانية بقيادة سمير جعجع بالهجوم على معقله بإهدن مما أدى إلى مقتل نجله طوني قائد ميليشيا المردة. رشح نفسه لرئاسة الجمهورية خلفًا لأمين الجميل سنة 1988، لكن حصلت عدة أمور أدت إلى إلغاء الانتخابات حيث لم يتفق أعضاء البرلمان على الرئيس بينما حاولت سوريا والولايات المتحدة فرض انتخاب مخايل الضاهر رئيساً للجمهورية فبهذه الإحداث لم تجر الانتخابات بموعدها وسلم الرئيس الجميل السلطة لحكومة عسكرية بقيادة قائد الجيش اللبناني ميشال عون ولم يعترف بهذه الحكومة عدد كبير من السياسين واعترفوا بحكومة كانت قائمة برئاسة سليم الحص رئيس الوزراء بالنيابة آنذاك، وتم بهذه الفترة عقد مؤتمر الطائف بين الأطراف اللبنانية، وتم عقد إتفاق الطائف وبعد الاتفاق تم الاتفاق بين السياسيين المشاركين في المؤتمر وبموافقه من السعودية وسوريا وعدد من الدول على انتخاب رينيه معوض رئيساً للجمهورية اللبنانية. وكانت تربط فرنجية علاقة مميزة مع الرئيس السوري حافظ الأسد.
خلفه سياسيا حفيده سليمان فرنجيّة. توفي في زغرتا 23 يوليو 1992.

## الموساد يراقب سليمان فرنجية
في الحادي عشر من تموز عام 1973 اعتقل ضابط إسرائيلي في لبنان يحمل جواز سفر ألماني مزور باسم اورلخ لوسبرغ، والذي تبين فيما بعد أن اسمه الحقيقي داني ياتوم والذي اصبح مدير جهاز الموساد عام 1996 إلى 1998 ، وتم اعتقاله في حقل العزيمة بمنطقة سير الضنية بشمال لبنان على يد قائد شرطة مدينة طرابلس النقيب عصام أبو زكي عام 1973 وأدلى باعترافات واضحة أنه كان يراقب منزل سليمان فرنجية في اهدن والقصر الجمهوري في بعبدا إضافة إلى تردده إلى محيط قصر المختارة ومحاولة التقاط الصور لمقر إقامة كمال جنبلاط  كما تبين من خلال التحقيقات أنه كان يخطط لاغتيال سعيد السبع في مدينة طرابلس، لبنان

## المناصب الوزارية التي تولّاها
- وزيراً للبرق والبريد والهاتف من 1 أغسطس 1960 حتى 20 مايو 1961 في حكومة الرئيس صائب سلام في عهد الرئيس فؤاد شهاب.
- وزيراً للبرق والبريد والهاتف ووزيراً للزراعة من 20 مايو 1961 حتى 31 أكتوبر 1961 في حكومة الرئيس صائب سلام في عهد الرئيس فؤاد شهاب.
- وزيراً للأشغال العامة والنقل من 8 فبراير 1968 حتى 12 أكتوبر 1968 في حكومة الرئيس عبد الله اليافي في عهد الرئيس شارل حلو، ووزيراً للداخلية في نفس الحكومة من 8 فبراير 1968 ولغاية 5 يوليو 1968، ووزيراً للاقتصاد الوطني في نفس الحكومة من 19 يونيو 1968 حتى 12 أكتوبر 1968، ووزيراً للعدل من 5 يوليو 1968 حتى 12 أكتوبر 1968 في نفس الحكومة.
- وزيراً للأشغال العامة والنقل ووزيراً للتصميم العام من 12 أكتوبر 1968 حتى 20 أكتوبر 1968 في حكومة الرئيس عبد الله اليافي في عهد الرئيس شارل حلو.
- وزيراً للاقتصاد الوطني من 25 نوفمبر 1969 حتى 26 أغسطس 1970 في حكومة الرئيس رشيد كرامي في عهد الرئيس شارل حلو.

## حياته الأسرية
تزوّج إيريس هنديلي، ولهم خمسه أبناء هم:
- طوني (وزير ونائب، اغتيل بعام 1978).
- روبير.
- لمياء.
- صونيا.
- مايا.

## وصلات خارجية
- سليمان فرنجية على موقع الموسوعة البريطانية (الإنجليزية)
- سليمان فرنجية على موقع مونزينجر (الألمانية)
- سليمان قبلان فرنجية في موقع Ehden Family Tree

| المناصب السياسية | المناصب السياسية                     | المناصب السياسية |
| ---------------- | ------------------------------------ | ---------------- |
| سبقه شارل حلو    | رئيس الجمهورية اللبنانية 1970 - 1976 | تبعه إلياس سركيس |